# The Jackal (gruppo)

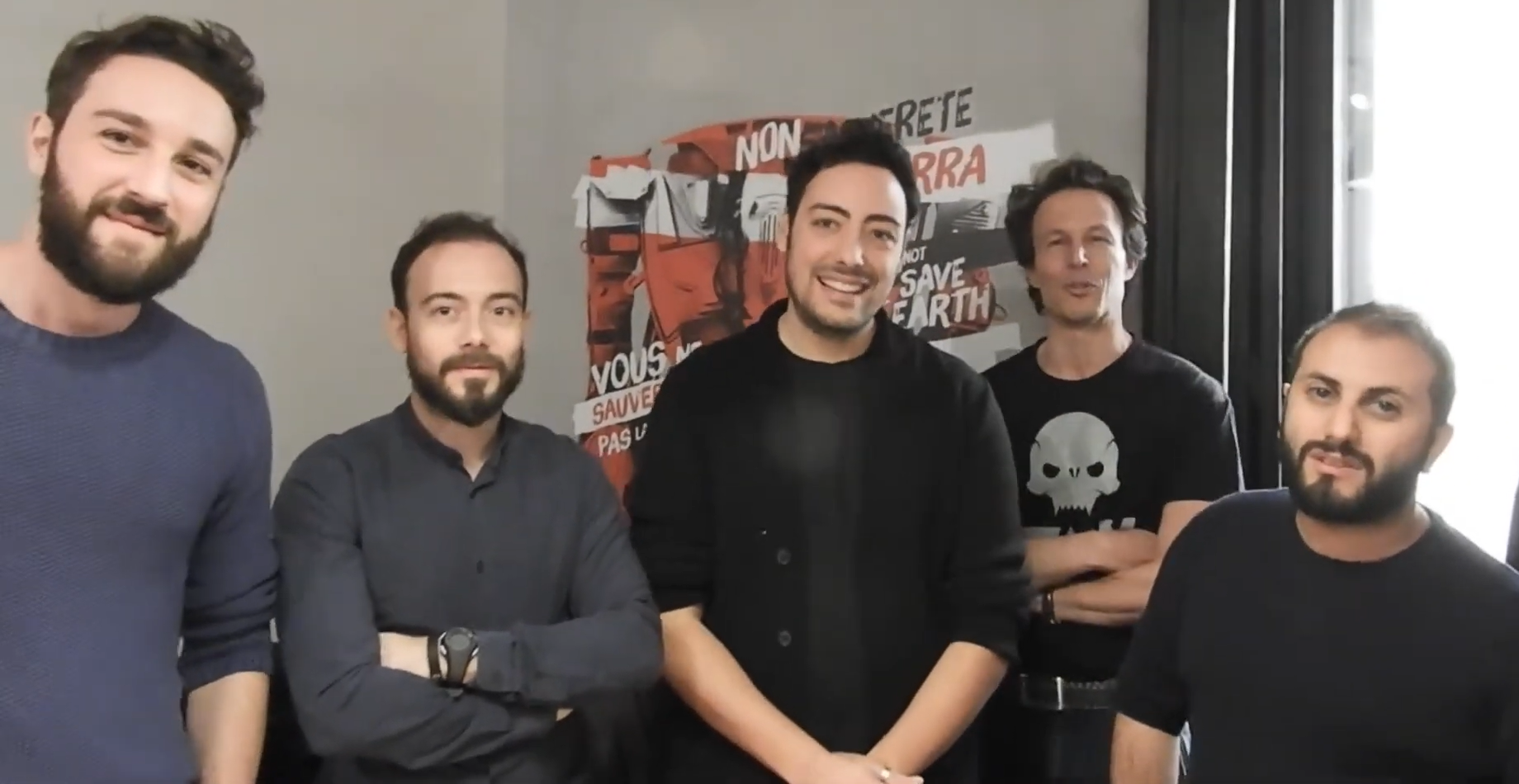
The Jackal nel 2017

The Jackal è un gruppo comico fondato a Napoli nel 2005 principalmente conosciuto grazie all'omonimo canale YouTube e in seguito grazie alle apparizioni in TV dei suoi membri e attraverso i social networks Facebook, Instagram e TikTok.

## Storia
Nel 2005 Francesco "Ebbasta" Capaldo, Ciro Capriello, Simone Ruzzo e Alfredo Felaco hanno fondato la società di produzione The Jackal; nel 2006 hanno aperto il loro canale YouTube, dove pubblicano regolarmente sketch comici.
Nel 2011 hanno esordito come attori nella webserie Lost in Google, diretta da Francesco Capaldo e prodotta da loro stessi; in tale periodo sono numerose le collaborazioni con l'attrice Roberta Riccio. Nello stesso anno il gruppo diviene una società di produzione legata al gruppo Ciaopeople, che è anche l'editore di fanpage.it. Nel corso degli anni hanno ampliato la loro squadra con delle figure interne nei ruoli di montaggio, Nicola Verre e Mario Rotili, produzione Maria Chiara De Gregorio e Annachiara de Filippis, e autori con Alessandro Grespan, Filippo Di Loreto e Vittoria Spaccapietra.
Hanno raggiunto popolarità nel 2014 con una serie di video-parodia di Gomorra, ai quali hanno preso parte anche Salvatore Esposito, l'attore che ha interpretato uno dei protagonisti della serie TV, e Roberto Saviano, l'autore del romanzo da cui la serie è tratta, nonché sceneggiatore della stessa; i video vedono la partecipazione dell'attore Fabio Balsamo, che da quel momento entrò a fare parte del gruppo.
Nel corso del 2016 si è aggiunto al gruppo Gianluca Colucci, in arte "Fru".
Il 9 novembre 2017 hanno esordito al cinema con il lungometraggio Addio fottuti musi verdi, diretto da Francesco Ebbasta e prodotto dai The Jackal assieme a Cattleya e Rai Cinema. Nel 2019 entrano a far parte del cast anche le attrici Claudia Napolitano e Aurora Leone. Quest'ultima aveva partecipato a Italia's Got Talent.
Nella realizzazione dei video pubblicati sul proprio canale YouTube il gruppo ha collaborato con numerosi artisti, tra cui Max Pezzali, Malika Ayane, Emma Marrone e Giuliano Sangiorgi. Il gruppo ha realizzato inoltre diversi video comici promozionali per programmi televisivi quali MasterChef Italia, X Factor e il Festival di Sanremo, a cui hanno preso parte numerosi ospiti, tra cui alcuni conduttori dei programmi stessi, tra i quali Joe Bastianich, Mara Maionchi, Pierfrancesco Favino, Alessandro Borghese e Maccio Capatonda.
Nel 2020 hanno condotto Tanto non uscivo lo stesso su Rai Play, mentre dal 29 ottobre al 10 dicembre, ogni giovedì su Sky Uno, hanno condotto The Jackal Replay, dove commentavano le esibizioni degli aspiranti artisti della quattordicesima edizione di X Factor.
Nel 2021 Fru e Fabio hanno partecipato come attori ad una serie Netflix, Generazione 56k, da un'idea originale di Francesco Ebbasta, scritta dallo stesso Ebbasta, e da Costanza Durante, Laura Grimaldi e Davide Orsini, con la produzione di Cattleya (parte ITV Studios). Durante il periodo di Sanremo conducono il primo podcast originale Spotify italiano Tutto Sanremo, ma dura meno.
Nel 2021, Fru e Ciro hanno partecipato come concorrenti al comedy show di Prime Video LOL - Chi ride è fuori: in questa occasione Ciro si aggiudicò un premio di centomila euro da donare in beneficenza, scegliendo di devolverlo ad ActionAid, organizzazione con cui il gruppo aveva già collaborato in precedenza.
Il 30 marzo 2021 è uscito il loro primo libro intitolato Non siamo mai stati bravi a giocare a pallone edito da Rizzoli.
Il 24 maggio 2021, alla vigilia della Partita del cuore, Aurora Leone annullò la partecipazione all'evento benefico, a causa di un presunto episodio di sessismo da parte del direttore della Nazionale Italiana Cantanti, Gianluca Pecchini. Pecchini diede le dimissioni, ma querelò gli artisti e il loro manager per diffamazione aggravata. Successivamente, nel maggio 2024, l'inchiesta venne archiviata per decisione del gip torinese Giovanna Di Maria, secondo cui ci si troverebbe di fronte a due versioni degli stessi avvenimenti.
Nel 2021, in occasione del Campionato europeo di calcio 2020, hanno condotto Europei in casa The Jackal su Rai Play, dall'11 giugno fino alla conclusione della competizione. Dal 17 settembre successivo Ciro partecipa come concorrente all'undicesima edizione del programma televisivo Tale e quale show.
Nel 2022, Ciro ha co-condotto il Prima Festival di Sanremo insieme a Roberta Capua e Paola Di Benedetto, mentre Aurora durante il Festival è stata parte del team del Fuori Festival con Melissa Greta su RaiPlay.
Hanno continuato inoltre a collaborare con Sky: Aurora e Fru, la coppia degli Sciacalli, hanno partecipato alla nona edizione di Pechino Express,, mentre Ciro e Fabio hanno condotto la terza e quarta edizione del game-show di TV8 Name That Tune - Indovina la canzone. Nell'ultima puntata di tale show, è comparso l'intero quartetto, tra i concorrenti vi erano infatti i reduci di Pechino.
Nello stesso anno, la Rai li ha coinvolti anche nell'Eurovision Song Contest 2022: hanno presentato per RaiPlay il format Eurovision Story, dedicato ai momenti salienti della manifestazione canora.
Il 17 giugno 2022, Aurora e Fru si sono sfidati nell'ultima puntata della prima edizione del programma televisivo di TV8 Alessandro Borghese - Celebrity Chef, con Aurora che ne è risultata la vincitrice.
Il 1º luglio 2022 Claudia annunciò la separazione dal gruppo con un post sui social, mentre il successivo 30 luglio hanno presentato la Red Bull Soapbox Race su DMAX, la gara di veicoli non a motore tenutosi a giugno 2022 a San Marino. Nel 2022 diventano testimonial per la copertina N. 3 edizione autunno-inverno della rivista Postalmarket.
L'8 giugno 2023 è uscita per Prime Video la prima serie interamente realizzata dai The Jackal, dal titolo Pesci piccoli - Un'agenzia. Molte idee. Poco budget. Lo stesso anno, Fabio Balsamo ha partecipato alla terza edizione di LOL, vincendo ex aequo con Luca Bizzarri.
Nel 2024 Ciro e Fabio hanno condotto su Rai 2 la prima e seconda edizione del quiz The Floor - Ne rimarrà solo uno, Fru è tornato a Pechino Express come co-conduttore a fianco di Costantino della Gherardesca (confermato anche per il 2025) e Aurora ha completato la partecipazione del quartetto a LOL come concorrente della quarta edizione. A luglio è stata confermata la seconda stagione per il 2025 di Pesci piccoli - Un'agenzia. Molte idee. Poco budget.
Il 15 febbraio 2025, durante la serata finale del 75º Festival di Sanremo, Fru è apparso sul palco durante l'esibizione dei The Kolors con Tu con chi fai l'amore. La seconda stagione di Pesci piccoli - Un'agenzia. Molte idee. Poco budget esce il 13 Giugno 2025 su Prime Video. A fine 2025 presenteranno su Rai 2 in prima serata Gli scatenati. Fru e Aurora si riconfermano alla conduzione di Italia's Got Talent su Disney+. Tutti e quattro i ragazzi faranno da commento ad un nuovo programma su Prime Video, Holiday Crush.

## Formazione

### Attuale
- Francesco "Ebbasta" Capaldo (2005-)
- Ciro Priello (2005-)
- Simone Ruzzo (2005-)
- Alfredo Felaco (2005-)
- Nicola Verre (2012-)
- Fabio Balsamo (2015-)
- Mario Rotili (2015-)
- Gianluca "Fru" Colucci (2016-)
- Annachiara de Filippis (2017-)
- Alessandro Grespan (2018-)
- Aurora Leone (2019-)

### Ex componenti
- Mariano Stavarra (2005-2011)
- Enrico Nocella (2005-2012)
- Roberta "Proxy" Riccio (2011-2017)
- Claudia Napolitano (2019-2022)

## Filmografia

### Cinema
- Addio fottuti musi verdi, regia di Francesco Capaldo (2017)

### Televisione
- Don Matteo, episodio 12x06 (2020)
- Generazione 56k (2021)
- Pesci piccoli - Un'agenzia. Molte idee. Poco budget (2023-)
- Sconfort Zone – serie TV (2025 solo Fru)

### Webserie
- Lost in Google (2011-2012)

## Programmi TV
- Driveclub: il grande colpo (MTV, 2014)
- Stasera tutto è possibile (Rai 2, 2019-2022) - ricorrenti
- Speciale Alessandro Borghese: 4 Ristoranti - The Jackal[43] (Sky Uno, 2020)
- The Jackal Replay (Sky Uno, 2020)
- Qui e adesso (Rai 3, 2020)
- Family Food Fight (Sky Uno, 2021)
- Soliti ignoti (Rai 1, 2021)
- Pechino Express (Sky Uno, 2022, 2025 solo Fru e Aurora Leone)
- Name That Tune - Indovina la canzone (TV8, 2022)
- Alessandro Borghese - Celebrity Chef (TV8, 2022)
- Red Bull Soapbox Race (DMAX, 2022)
- Red Bull Cliff Diving World Series (DMAX, 2022)
- Red Bull Wake the city (DMAX, 2023)
- The Floor - Ne rimarrà solo uno (Rai 2, 2024)

### Streaming
- Mash-up! (RaiPlay, 2015)
- Tanto non uscivo lo stesso (RaiPlay, 2020-2021)
- LOL - Chi ride è fuori (Prime Video, 2021, 2023-2024)
- Europei in casa The Jackal (RaiPlay, 2021)
- Fuori Festival (RaiPlay, 2022)
- Eurovision Song Contest (RaiPlay, 2022)
- Celebrity Hunted: Caccia all'uomo (Prime Video, 2022)
- Italia's Got Talent (Disney+, 2023)
- Aurora Leone: una famiglia a pretesto (Prime Video, 2023)

## Podcast
- Tutto Sanremo, ma dura meno (2021)
- Biscottis, storie dell'Internet (2021)

## Opere letterarie
- Non siamo mai stati bravi a giocare a pallone. Così abbiamo aperto un canale YouTube (scritto da Simone Ruzzo), Rizzoli, 2021, ISBN 978-88-1714-268-7.